# Las Inviernas
Las Inviernas település Spanyolországban, Guadalajara tartományban. Las Inviernas Alaminos, Guadalajara, Algora, Mirabueno, El Sotillo, Cifuentes és Masegoso de Tajuña községekkel határos. Lakosainak száma 53 fő (2024).

## Népesség
A település népessége az utóbbi években az alábbiak szerint változott:
| Lakosok száma | 101  | 102  | 101  | 89   | 88   | 70   | 68   | 59   | 61   | 53   |
|               | 2001 | 2004 | 2006 | 2009 | 2011 | 2014 | 2016 | 2019 | 2021 | 2024 |